# Prstenjačenje
Prstenjačenje je seksualna stimulacija vagine ili stidnice (i klitorisa) prstima. Vaginalno prstenjačenje u pravu i medicini zove se prstna penetracija ili prstna penetracija vagine. Prstenjačenje može se odnositi i na seksualnu stimulaciju anusa prstima.
Osoba može izvoditi prstenjačenje na sebi, čime se izvodi čin masturbacije, ili na seksualnom partneru. Kada čin izvodi seksualni partner, smatra se oblikom zajedničke masturbacije i analogan je tzv. handjobu (ručnoj stimulaciji penisa). Prstenjačenje može se izvoditi za seksualno uzbuđivanje ili kao predigra, a može biti i potpuni seksualni susret ili vrsta seksualne aktivnosti bez penetracije.

## Stimulacija

### Stidnica
Dijelovi stidnice, posebice klitoris, su erogene zone. Masaža stidnice, posebice klitorisa, najčešći je način na koji žene mogu postići orgazam. Studije[koje?] pokazuju da 70 – 80 % žena zahtijeva izravnu stimulaciju klitorisa za postizanje orgazma.[nedostaje izvor]

### Vagina
Iako vagina nije posebno osjetljiva u cijelosti, u njenoj donjoj trećini (područje blizu ulaza) koncentrirani su završeci živaca koji mogu pružiti zadovoljavajući osjećaj kada se stimuliraju tijekom seksualnih aktivnosti.
Prstenjačenje vagine često se izvodi s ciljem stimuliranja područja koje se ponekad zove G-točka. G-točka se navodno nalazi približno 5 centimetara uzduž prednjeg zida vagine, prema pupku. Prema opisu može se prepoznati po rubovima i grubljoj teksturi u odnosu na mekanije zidove vaginalne šupljine koji ju okružuju. Prstenjačenje tog područja i moguća stimulacija Skeneove žlijezde najčešće su navođene metode postizanja ženske ejakulacije.
Doktori preporučuju pranje ruku prije kontakta s vaginom da bi se osigurala higijena.

### Anus
Analno prstenjačenje može biti zadovoljavajuće zbog velikog broja završetaka živaca u analnom području i proširivanja mišića analnog sfinktera kod umetanja prsta. Preporučuje se korištenje lubrikanta za povećanje osjećaja i olakšavanje umetanja prsta. Prstenjačenje može biti samostalni seksualni čin ili može prethoditi analnom seksu. Analno prstenjačenje može uzbuditi primatelja čime se anus može opustiti za umetanje penisa ili nekog seksualnog instrumenta.
Analno prstenjačenje efektivan je način stimulacije prostate kod muškaraca, što može dovesti do orgazma.
Analno prstenjačenje može kod žena stimulirati perinealnu spužvu.

## Sigurnost
Prstenjačenje se najčešće smatra sigurnim seksom, ako ne postoje otvorene rane na prstima. Nokti moraju biti skraćeni i obli; dugi i oštri nokti mogu prouzročiti porezotine, ozljede i infekcije.